# Message in a Bottle
Message in a Bottle – nagrany w 1979 roku utwór z płyty Reggatta de Blanc zespołu The Police. Pierwszy raz został wykonany w Hatfield Polytechnic College, zanim The Police go wydało oficjalnie na płycie.

## Covery
- Na albumie grupy Excel The Joke's on You wydanym w 1989 znajduje się cover piosenki
- Na albumie grupy Leatherface Mush wydanym w 1992 znajduje się cover piosenki
- Machine Head nagrali w 1999 roku cover na płytę The Burning Red
- Na albumie Johna Mayera Any Given Thursday z 2003 znajduje się cover
- Na albumie No Place to Be Matisyahu znajduje się cover (2006 rok)
- Filterfunk – "S.O.S. (Message in a Bottle)" (2006 rok)
- Gitarzysta John Mayer grywał cover podczas jego ostatniego tournée
- Taking Back Sunday i Jack’s Mannequin przygotowali cover podczas występów na żywo
- No Doubt i Incubus śpiewali piosenkę podczas koncertu
- Ten Masked Men przygotowali death metalową wersję piosenki
- Set 'Your Goals' przygotowali wersję hardcorową
- 'Underground Heroes’ przygotowali akustyczną wersję 'Message in a Bottle' podczas występu na żywo w telewizji.
- Na albumie duetu Musica Nuda "Live a FIP" (2007).
- Basista Wojciech Pilichowski pierwszy raz umieścił instrumentalny cover tej piosenki, na koncertowej płycie Jazzga-Live.

## Lista utworów
7": A&M / AMS 7474
1. "Message in a Bottle" (Edit) – 3:50
2. "Landlord" - 3:09

## Twórcy
- Sting – gitara basowa, wokal, chórki
- Andy Summers – gitara, chórki
- Stewart Copeland – perkusja, chórki